# Bonsaj
Bonsaj (tudi bonsai, 盆栽) je umetnost vzgoje drevesc in rastlin, ki jih ohranjajo majhne. To običajno naredimo tako, da drevo raste v majhnem lončku ali podstavku in mu obrezujemo veje ter korenine. Bonsaji naj bi rastli v oblike, ki so prijetne na pogled. Za najboljše bonsaje veljajo, tisti z oliko podobno naravni (miniaturna drevesca).

## Zgodovina
Beseda bonsaj prihaja iz japonščine, bon pomeni posoda, saj pomeni drevo, dobeseden prevod je torej: drevo v posodi. Bonsaj je zelo stara japonska umetnost, vendar ima svoje korenine na Kitajskem (pendžing), več kot 2000 let nazaj v dinastiji Jin. Na Japonsko je bila prenesena okoli leta 1300 prek Koreje. Bonsaj se je v Korejo razširil v obdobju od 7. do 13. stoletja - med dinastijama Tang in Song. V Koreji umetnost imenujejo 분재 (Bunjae). Kitajci se z umetnostjo ukvarjajo še vedno. Glede na to, da razstavljajo zunaj, so pendžingi običajno večji od bonsajev.

## Vzgoja
Drevesa, ki jih vzgojijo v bonsaj po svoji naravi niso majhna. Take jih ohranjajo z oblikovanjem (obrezovanjem in krajšanjem korenin). Dobro vzdrževani bonsaji (pomembna je tudi izbira zemlje in lonca) dosegajo višjo starost kot drevo iste vrste v naravnih razmerah. Pri vzgoji bonsaja je treba biti potrpežljiv in skrben; slabo vzdrževan bonsaj napade bolezen in drevo lahko umre.